# يان ليكون
يان أندري ليكون (من مواليد 8 يوليو 1960) هو عالم حاسوب فرنسي يعمل بشكل أساسي في مجالات التعلم الآلي الرؤية الحاسوبية والروبوتات المتنقلة وعلم الأعصاب الحسابي. وهو الأستاذ الفضي لمعهد كورانت لعلوم الرياضيات في جامعة نيويورك، ونائب الرئيس، وكبير علماء الذكاء الاصطناعي في فيسبوك.
وهو معروف بعمله في التعرف البصري على الأحرف والرؤية الحاسوبية باستخدام الشبكات العصبية التلافيفية (CNN)، وهو الأب المؤسس للشبكات التلافيفية. وهو أيضًا أحد المبدعين الرئيسيين لتقنية ضغط الصور ديجافو (جنبًا إلى جنب مع ليون بوتو وباتريك هافنر). شارك في تطوير لغة البرمجة Lush مع ليون بوتو.
حصل ليكون على جائزة تورنغ لعام 2018 (يشار إليها غالبًا باسم «جائزة نوبل للحوسبة»)، جنبًا إلى جنب مع يوشوا بنجيو وجيوفري هينتون، لعملهم في التعلم العميق. يشار إلى الثلاثة أحيانًا باسم «عرابوا الذكاء الاصطناعي» و«عرابوا التعلم العميق».